# Atherix picta
Atherix picta är en tvåvingeart som beskrevs av Friedrich Hermann Loew 1869. Atherix picta ingår i släktet Atherix och familjen bäckflugor. Inga underarter finns listade i Catalogue of Life.